# Merkenrecht in de Benelux
Merkenrecht in de Benelux is het geheel van rechtsregels betreffende de registratie, bescherming en geldigheid van Benelux merken. Waar de meeste landen hun eigen systeem van merkenrecht kennen, hebben België, Nederland en Luxemburg (de Benelux) samen één systeem van merkenrecht. Er is dus geen nationaal Nederlands, Luxemburgs of Belgisch merkenrecht en een merk registreren voor enkel Nederland is niet mogelijk. Het Benelux merkenrecht is geregeld in titel 2 van het Benelux-verdrag inzake de intellectuele eigendom van 2005 (BVIE). Voordien werd het merkenrecht geregeld door de Benelux Merkenwet (BMW).

Het huidige systeem van Benelux merkenrecht werkt in grote lijnen hetzelfde als de nationale merkenrechtsystemen van andere EU-lidstaten. Dit omdat het merkenrecht in grote mate geharmoniseerd is binnen de Europese Unie door middel van de Europese Merkenrichtlijn.

## Geldigheid van het merk

### Definitie, aanvraag en geldigheidsduur
Het Benelux-verdrag inzake de intellectuele eigendom van 2005 (BVIE) stelt dat in de regel alle tekens een individueel merk kunnen vormen en geeft als voorbeelden woorden, waaronder namen van personen, of tekeningen, letters, cijfers, kleuren, vormen van waren of verpakkingen van waren, of geluiden. Deze lijst is niet-limitatief, waardoor ook bijvoorbeeld geuren in aanmerking kunnen komen. Merkenrecht is dus in geen enkel opzicht beperkt tot het beschermen van logo's (beeldmerken), maar is veel ruimer dan dat.
Evenwel wordt niet zomaar elk teken geaccepteerd. Een teken kan immers slechts worden ingeschreven als merk, mits dit teken voldoet volgende voorwaarden:
1. Het teken moet onderscheidend vermogen hebben, d.w.z. dat het de waren of diensten van een onderneming moet kunnen onderscheiden van die van andere ondernemingen.
2. Het teken moet zodanig in het register kunnen worden weergegeven, dat de bevoegde autoriteiten en het publiek in staat worden gesteld het voorwerp van de aan de houder ervan verleende bescherming duidelijk en nauwkeurig vast te stellen.

Een Benelux-merk dient te worden aangevraagd bij het Benelux-Bureau voor de Intellectuele Eigendom dat gevestigd is in de Nederlandse stad Den Haag.
De inschrijving van een Benelux-merk blijft geldig tot 10 jaar na de aanvraag, zij het dat deze bescherming onbeperkt hernieuwbaar is. Daarmee is het merk het enige intellectueel eigendomsrecht dat potentieel eeuwigdurend kan zijn.

### Weigeringsgronden
Ondanks de zeer ruime definitie van tekens die voor merkbescherming in aanmerking komen, zijn er tevens absolute en relatieve gronden, waarop de inschrijving als merk wordt geweigerd of die er in een later stadium toe kunnen leiden dat het merk wordt nietig verklaard. Deze beperkingen aan het merkenrecht zijn ingebouwd om de concurrentie op de markt niet te verstoren. In bepaalde gevallen zou een merk immers een zodanig concurrentieel voordeel opleveren voor de merkhouder, dat dit recht afbreuk zou doen aan de concurrentie, mede gelet op het potentieel eeuwigdurend karakter van de merkbescherming. Als bijvoorbeeld één mijnbouwonderneming een bepaalde steensoort als (vorm)merk zou kunnen laten erkennen, dan zou geen enkel andere mijnbouwonderneming die steensoort nog mogen ontginnen en verkopen, omdat zij dan de markt zouden betreden met waren die vallen onder het merkrecht van een andere onderneming. Dit zou een onrechtmatig concurrentieel voordeel opleveren voor de ene onderneming-merkhouder, die in de feiten een monopolie zou verwerven.
De relatieve nietigheidsgronden zijn relevant bij het voeren van oppositie, wat verderop aan bod komt.
Tot de absolute nietigheidsgronden behoren:
- merken die geen enkel onderscheidend vermogen hebben;
- merken die uitsluitend bestaan uit tekens of benamingen die in de handel kunnen dienen tot aanduiding van soort, hoedanigheid, hoeveelheid, bestemming, waarde, plaats van herkomst of tijdstip van vervaardiging van de waren of van verrichting van de dienst of andere kenmerken van de waren of diensten;
- tekens of merken die zijn verwaterd, d.w.z. merken die enkel bestaan uit tekens of benamingen die in het normale taalgebruik of in het bonafide en gevestigd handelsverkeer gebruikelijk zijn geworden, zoals het woord googelen, verwijzend naar Google;[noot 1]
- tekens die geen merk kunnen vormen, daar ze niet voldoen aan de definitie;
- tekens die enkel bestaan uit de vorm die ofwel door de aard van de waren wordt bepaald (zoals een steensoort), ofwel noodzakelijk is om een technische uitkomst te verkrijgen (bedoeld om de combinatie met een octrooi te beperken) ofwel een wezenlijke waarde aan de waren geven;
- merken die de goede zeden of de openbare orde schenden in minstens één Benelux-land, zoals merken met een racistische connotatie;
- merken die het publiek zouden kunnen misleiden, bijvoorbeeld ten aanzien van aard, hoedanigheid of plaats van herkomst van de waren of diensten.
- wapenschilden, vlaggen en andere staatsemblemen, zoals omschreven in artikel 6ter van het Verdrag van Parijs van 20 maart 1883 tot bescherming van de industriële eigendom, zoals de vlag van België;

en merken die uitgesloten zijn op grond van het Europees recht.
In de eerste drie gevallen van deze lijst is het evenwel mogelijk dat het betrokken teken, hoewel het bij de inschrijving ervan aan zulke nietigheidsgrond voldeed, later alsnog kan blijven voortbestaan als het in tussentijd onderscheidend vermogen heeft gekregen. Er is dan sprake van inburgering. Een nietigverklaring is dan alsnog niet mogelijk, hoewel dat ten tijde van de inschrijving nog wel mogelijk was geweest.
Inschrijvingen die te kwader trouw blijken te zijn gebeurd komen eveneens voor weigering of nietigverklaring in aanmerking.

## Oppositie
Indien er een nieuw merk wordt aangevraagd dat identiek is aan of overeenstemt met een ouder merk, kan de merkhouder van dat ouder merk, dat reeds eerder was ingeschreven, zich verzetten tegen deze nieuwe inschrijving. Deze procedure wordt ‘oppositie voeren’ genoemd.
Concreet kan men oppositie voeren in volgende gevallen, die relatieve weigeringsgronden worden genoemd:
- indien enerzijds het nieuwe merk gelijk is aan het oudere merk en anderzijds deze merken beide zijn aangevraagd voor dezelfde waren of diensten (namaak);
- of indien enerzijds het nieuwe merk gelijk of overeenstemmend is met het oudere merk en het anderzijds gaat om merken voor dezelfde of soortgelijke waren of diensten, zij het dat hier bovendien moet worden aangetoond dat er verwarring bestaat tussen beide merken, hetgeen ruim wordt opgevat. Door in het tweede geval ook soortgelijkheid toe te laten, wordt het toepassingsgebied enerzijds verruimd. De bijkomende voorwaarde van het aantonen van verwarring verkleint dit toepassingsgebied dan weer en maakt het onderscheid duidelijk tussen beide gevallen;
- of wanneer het nieuwe merk gelijk is aan of overeenstemt met het oudere merk, waarbij het niet uitmaakt of de waren en/of diensten  identiek of soortgelijk zijn aan elkaar. Voorwaarde is dat het oudere ingeschreven merk bekend is in het Benelux-gebied en dat door het gebruik van het nieuwe merk in het economisch verkeer, zonder geldige reden, van het oudere bekende merk ongerechtvaardigd voordeel getrokken wordt (meeliften) of afbreuk wordt gedaan aan het onderscheidend vermogen of de reputatie van dat merk (schade). Verwarring is in dit geval niet vereist; het volstaat dat het publiek een verband legt. Bekende merken kunnen dus van een ruimere bescherming genieten.

Verwarring volgens de Europese rechtspraak
Het Hof van Justitie van de Europese Unie heeft in enkele basisarresten invulling gegeven aan de term verwarring. In de zaak Sabel t. Puma uit 1997 bepaalde het Hof dat verwarringsgevaar wordt beoordeeld in de ogen van het relevante publiek en deze beoordeling een globale beoordeling dient te zijn, die rekening houdt met alle relevante omstandigheden van het concrete geval. Men moet kijken naar de totaalindruk die door de merken wordt opgeroepen, waarbij men in het bijzonder rekening moet houden met de visuele, auditieve en begripsmatige gelijkenissen. Indien er sprake is van een onderscheid tussen onderscheidende en dominerende bestanddelen, moet ook dit onderscheid mee in rekening worden genomen. Uiteindelijk is de indruk die bij de gemiddelde consument van de betrokken soort waren of diensten achterblijft van beslissend belang om het verwarringsgevaar te beoordelen. Het verwarringsgevaar is des te groter naarmate de onderscheidingskracht van het oudere merk sterker is.
Men onderscheidt in dezelfde zaak drie gevallen van verwarring, met name:
- het geval waarin het publiek het teken en het betrokken merk met elkaar verwart (direct verwarringsgevaar);
- het geval, dat het publiek een verband legt tussen de gerechtigden op het teken en het merk en ze met elkaar verwart (indirect verwarringsgevaar of associatiegevaar);
- en het geval, dat het publiek een wel verband ziet tussen het teken en het merk, maar het daardoor niet verward is (associatiegevaar in eigenlijk zin; enkel in deze gevallen is van verwarring geen sprake).

In de zaak Canon t. Metro-Goldwyn-Mayer van 1998 voegde het Hof aan die zienswijze toe dat ook de bekendheid van het oudere merk een factor is die speelt in de beoordeling van het verwarringsgevaar. Bekende merken hebben immers een grotere onderscheidingskracht dan onbekende merken.
Een ouder merk is volgens het arrest General Motors t. Yplon bekend wanneer het oudere merk bekend is bij een aanmerkelijk deel van het publiek waarvoor de onder dat merk aangeboden waren of diensten bestemd zijn. In het onderzoek naar de bekendheid moet een rechter alle relevante omstandigheden van het geval in aanmerking te nemen, zoals onder andere het marktaandeel van het merk, de intensiteit, de geografische omvang en de duur van het gebruik ervan, en de omvang van de door de onderneming verrichte investeringen om het bekendheid te geven. Daarenboven speelt er ook een territoriale beoordeling. Een merk dient bekend te zijn in het Benelux-gebied (als het over een Benelux-merk gaat) of binnen minstens één lidstaat van de Europese Unie (als het over een Uniemerk gaat), waarbij er geen bekendheid hoeft te bestaan over het ganse grondgebied van die lidstaat, maar slechts in een aanmerkelijk gedeelte daarvan.